# Gornji Egipat
Gornji Egipat (arapski: صعيد مصر‎) je pojas zemljišta, na obje strane doline Nila. Gornji Egipat poznat je i kao drevna država i regija. Prostirala se od prvog katarakta kod Asuana do blizu današnjeg Kaira. Nizvodno od Gornjeg Egipta nalazio se Donji Egipat. U faraonovo vrijeme Gornji Egipat bio je poznato kao Ta Shemau što znači "zemlja trstike"
U suvremenom Egiptu, područje doline Nila između Asjuta i oaze Fajum južno od Kaira naziva se Srednji Egipat.
Tijekom predinastičkog razdoblja (do 3100. godine pr. Kr.) Gornji i Donji Egipat su bila dva kraljevstva. Njih je gornjegipatski faraon Menes ujedinio u jednu državu. Time je počela povijest dinastičkog Egipta. U vrijeme faraona Gornji Egipat je bio podjeljen na 22 nome (vidi zemljovid). Glavni grad Gornjeg Egipta bila je Teba, a u vrijeme Ptolemeja to je bio grad Ptolemijas.
Simboli su mu bijela kruna i biljka lotos. Bijela kruna faraona je simbolizirala Gornji Egipat, dok je crvena simbolizirala Donji.